# Invitación a la felicidad
Invitación a la felicidad (Invitation to Happiness en inglés) es una película estadounidense dramática de 1939 dirigida por Wesley Ruggles y escrita por Claude Binyon. Protagonizada por Irene Dunne, Fred MacMurray, Charlie Ruggles, Billy Cook, William Collier, Sr. y Marion Martin, fue estrenada el 16 de junio de 1939 por Paramount Pictures.

## Argumento
Pop Hardy, un entrenador de boxeo, cree que su amigo 'King' Cole tiene un gran futuro en dicho deporte. En este drama/romance Cole conoce a Wayne y se enamora perdidamente de Eleanor, la hija de Wayne, encarnada por la actriz Irene Dunne.

## Reparto
- Irene Dunne como Eleanor Wayne.
- Fred MacMurray como Albert King Cole.
- Charlie Ruggles como Henry Pop Hardy.
- Billy Cook como Albert Cole, Jr.
- William Collier, Sr. como Mr. Wayne.
- Marion Martin como Lola Snow.
- Oscar O'Shea como el juez.
- Burr Caruth como el mayordomo
- Eddie Hogan como el campeón.